# Devil Trigger
《Devil Trigger》是艾莉·愛德華茲（Ali Edwards）的數位單曲，曲風以搖滾風格為主軸，詞曲皆由製作人凱西·愛德華茲（Casey Edwards）完成，於2018年6月12通過各大數位音樂網站公開線上音源。唱片公司為Suleputer。

## 介紹
《Devil Trigger》作為《惡魔獵人5》預告片的主題曲，首次公開於E3微軟展前發表會。

## 曲目
| 曲序 | 曲目          |               | 作曲          | 时长 |
| ---- | ------------- | ------------- | ------------- | ---- |
| 1.   | Devil Trigger | 凱西·愛德華茲 | 凱西·愛德華茲 | 6:45 |